# Mistrzostwa Oceanii w Judo 1983
9. Mistrzostwa Oceanii w judo odbywały się w 1983 roku w Numei w Nowej Kaledonii. W tabeli medalowej tryumfowali zapaśnicy z Nowej Zelandii.

## Klasyfikacja medalowa
| Miejsce | Państwo           |    |    |    | Razem |
| ------- | ----------------- | -- | -- | -- | ----- |
| 1       | Nowa Zelandia     | 7  | 6  | 5  | 18    |
| 2       | Australia         | 5  | 4  | 17 | 26    |
| 3       | Nowa Kaledonia () | 2  | 4  | 1  | 7     |
| Razem   | Razem             | 14 | 14 | 23 | 51    |

## Medaliści

### Mężczyźni
| Konkurencja: | Złoto:           | Srebro:          | Brąz:                        |
| −60 kg       | Jean-Jaques Mori | Serge Pouillen   | John Walker Rob Katz         |
| −65 kg       | Gary Banks       | Gilles Pascaud   | Edward Canales               |
| −71 kg       | Shaun O’Leary    | John Moody       | Jon Symmons Kevin Freeman    |
| −78 kg       | Graeme Spinks    | Luis Val         | Eddie Armien Trevor Fricker  |
| −86 kg       | Bill Vincent     | Geoffry Watson   | Wayne Watson Greg Matthews   |
| −95 kg       | Mike Smith       | Philip McSweeney | Steven Doherty Joe Constanzo |
| Open         | Bill Vincent     | Eddie Armien     | Greg Matthews Trevor Fricker |

### Kobiety
| Konkurencja: | Złoto:              | Srebro:          | Brąz:                            |
| −48 kg       | Tammy Johnson       | Julie Fitzgerald | Donna Hilton Jodi Atkinson       |
| −52 kg       | Debbie Van Hoek     | Chris Simiona    | Angela Hill                      |
| −56 kg       | Shelley Hallett     | Janine Harker    | Anne Marie Fraser                |
| −61 kg       | Donna Guy           | M. Armien        | Leah Smith                       |
| −66 kg       | C. Nicholas         | Karen Thorpe     | Suesan McDonald Janet Poole      |
| −72 kg       | Geesje Van de Linde | Judith Bruce     | Lynette Farmer                   |
| Open         | Donna Guy           | Heather Gingell  | Geesje Van de Linde Karen Thorpe |